# Recupero (architettura)
Il recupero in architettura è quel complesso di interventi nel quale le trasformazioni e la conservazione delle strutture si integrano il più possibile nel rispetto dell'esistente, (sia degli aspetti materiali e fisici che di quelli immateriali come il significato, la storia ecc.), tenendo presente le esigenze dei fruitori e delle risorse disponibili. Per sua natura il recupero richiede un approccio interdisciplinare che riguarda urbanisti, restauratori e architetti, ma anche ingegneri strutturisti, impiantisti, geologi, storici, storici dell'arte, ecc.
Può essere considerata un'attività che riguarda il miglior uso delle risorse territoriali, siano esse aree industriali dismesse, infrastrutture di carattere storico-culturale con intervento sulle strutture esistenti.
Il recupero comprende le operazioni sull'edificato e deve misurarsi con le necessità di conservazione fisica del complesso edilizio, ma anche dei suoi significati, soprattutto se si tratta di un edificio storico, in vista del miglioramento delle prestazioni, prevedendone anche la eventuale rifunzionalizzazione ovvero l'assegnazione al complesso di una funzione diversa da quella per la quale è stato costruito (p. es. un capannone industriale che diventa centro congressi).
Il progetto di recupero non riguarda solo il patrimonio storico comunemente inteso come tale, ma si rivolge anche a edifici o gruppi di edifici che pur avendo una storia più breve e avendo esaurito la funzione per la quale erano stati progettati meritano, per la loro posizione territoriale e per il rapporto con gli abitanti della zona, di essere riqualificati e reinseriti nel contesto urbano. Questo processo, di recupero e rifunzionalizzazione, permette alle città (per esempio) di riappropriarsi di un'area industriale in disuso e in stato di degrado, trasformandola in una infrastruttura al servizio della vita culturale ed economica della comunità. Esempi di recupero di aree industriali dismesse possono essere il complesso "Le Ciminiere" di Catania, i "Cantieri culturali alla Zisa" di Palermo o la "Tecnopolis" di Atene, al momento adibiti per mostre, conferenze ed attività culturali.
Quando si parla di recupero ci si riferisce solitamente all'aspetto funzionale: recupero all'uso quindi.
È importante che questo, se è un nuovo uso, diverso da quello originario, sia compatibile ovvero non costringa a modifiche eccessive l'edificio originario. È importante poi tenere conto nel progetto dei caratteri specifici e di unicità dell'edificio su cui si interviene per non rischiare di perderne l'identità storica. Il progetto dovrebbe poi tendere a non cancellare ma, al contrario, evidenziare tutte le fasi storiche significative che l'edificio ha vissuto nel tempo.
La terminologia da usare nei progetti di recupero è standardizzata dal protocollo europeo "UNI 10914-1:2001. Qualificazione e controllo del progetto edilizio di interventi di nuova costruzione e di interventi sul costruito - Terminologia".

## Italia
Il processo che introduce il concetto di recupero risulta lento e graduale, trovando come primo punto di riferimento all'interno della normativa italiana la legge 457 del 1978. È proprio a seguito della promulgazione di tale legge che vengono forniti termini organici ed abituali circa il recupero dell'esistente, facendolo divenire una prassi professionale.
È però in particolare nel titolo IV che viene introdotto il concetto che nei piani urbanistici, come il piano regolatore generale. Devono essere indicate le zone dove il recupero diventa attività di riferimento, inoltre viene previsto che in suddette zone vengano indicate le aree ove non è possibile dare la concessione edilizia, se prima non sia stato fatto un apposito piano attuativo. È proprio questa la novità introdotta dalla legge, che chiama questo piano attuativo piano di recupero, il quale rappresenta l'ultimo strumento attuativo introdotto nella normativa italiana.
Tale strumento si presenta come uno strumento semplice, invogliando al suo utilizzo, in quanto la legge non prescrive cose specifiche, ma lascia libertà di interpretazione, inoltre viene data una corsia privilegiata per la formazione del piano, in quanto la sua approvazione compete solo al consiglio comunale, e non come gli alti strumenti attuativi che a quei tempi dovevano essere approvati anche a livello regionale.

## Il recupero a livello europeo
Il recupero è stato considerato dalla comunità europea con l'accezione tipica, ovvero inteso come recupero edilizio. Il punto di svolta delle politiche europee sono gli anni novanta, promuovendo convegni, creando gruppi di lavoro e connesso a un tavolo esponenti qualificati delle diverse realtà degli stati membri. Questo è stato fatto per temi specifici come ad esempio il problema della barriere architettoniche. Tale atteggiamento è sicuramente in linea con una politica partecipativa tipica dell'Unione europea. Tutti questi lavori hanno portato anche alla produzione di documenti fondamentali, come la carta europea del patrimonio architettonico, la carta di Amsterdam, che propone una tutela integrale, e la dichiarazione di Strasburgo. Questi documenti non sono cogenti, ma esprimono un indirizzo culturale sul quale tutti i paesi europei si sono detti d'accordo. Documento molto importante è la carta di Granada, congiunta a livello internazionale con la carta di Washington.
Tali documenti non rispondono però in pieno alle aspettative dei singoli paesi dell'unione in quanto riassumono solo i punti rispetto ai quali tutti gli stati si trovano in accordo, tralasciando le problematiche e gli approcci peculiari delle singole realtà. Tali documenti hanno quindi stabilito principi importanti dal punto di vista concettuale, nulla a che vedere però con la carta di Atene di Gustavo Giovannoni sempre riguardante il restauro, sulla quale si trovano però delle logiche molto approfondite, sulle quali si basa ancora la nostra soprintendenza. Nel passaggio graduale da comunità europea ad unione europea, è stata creata una nuova istituzione dalla quale sono stati definiti in modo preciso i ruoli (patto unico europeo) che verranno poi perfezionati nel dettaglio (trattato di Mastricht) e perfezionati in via definitiva (patto di Amsterdam). Con l'agenda 2000 sono state poi varate in modo definitivo queste politiche.
Dal punto di vista delle competenze, all'Unione europea non viene riconosciuta la possibilità di esprimersi sul recupero in quanto è un tema legato troppo alle singole realtà e sarebbe impossibile, per un organo così esteso, dettare linee generali adattabili ai singoli contesti. All'Unione europea è invece stata riconosciuta, come già detto, la competenza in ambito ambientale e infrastrutturale.
Il processo messo in atto dall'agenda 2000 sta aumentando il potere del parlamento europeo, diminuendo per contro il potere del consiglio europeo, che ha la facoltà di emanare regolamento, decisioni, direttiva e raccomandazioni.
Nonostante nelle competenze della comunità non rientri quella del recupero, si ha ugualmente una serie di competenze per quanto riguarda l'ambiente urbano, in tutte le sue accezioni, però l'interesse e l'intervento dell'Unione europea non ha come soggetto i singoli edifici ma l'ambiente urbano nella sua interezza. Il destinatario di questa politica è quindi il cittadino, l'obiettivo è quindi quello di garantire al cittadino un buon livello di qualità della vita, garantendo in particolare un ambiente salubre, come previsto nel documento fondativo di questa nuova politica, il libro verde sull'ambiente urbano del 1991 che è un documento di indirizzo sulle politiche di settore, perfezionato in modo definitivo nel 2000.